# 제32의무여단
제32의무여단(32nd Medical Brigade)은 미국 육군 의무부의 의무 CoE 교육훈련여단이다.

## 역사
1940년 6월 1일, 펜실베이니아주 칼라일 막사에 있는 의무야전근무학교의 임시의무대대로서 창설되었다. 얼마 안있어 8월 11일에 제32의무대대와 통합되었다. 제2차 세계 대전이 끝난 뒤에도 텍사스주의 포트 샘 휴스턴에 주둔하다가 1948년 4월 30일에 해산하였다.
1992년 8월 19일에 계보만 제132의무대대로 갱신되었다가, 10년 뒤의 2002년 10월 1일에 미국 육군 의무사령부 소속 제32의무여단, 본부 및 본부중대로 재편성과 함께 이전에 해산하였던 텍사스주의 포트 샘 휴스턴에서 재소집되었다.
의무전문성훈련여단의 소속 제187,188의무대대가 제32의무여단으로 넘어가고 2020년 7월 1일자로 의무전문성훈련여단이 해체되었다.

## 부대
- 제187의무대대
- 제188의무대대
- 제232의무대대
- 제264의무대대

모든 산하 대대는 텍사스주 포트 샘 휴스턴에 있다.

## 계보
- 1940년 6월 1일, Provisional Medical Battalion, The Medical Field Service School→임시의무대대
- 1940년 8월 11일, 32d Medical Battalion→ 제32의무대대
- 1992년 8월 19일, 132d Medical Battalion→ 제132의무대대
- 2002년 10월 1일, Headquarters and Headquarters Company, 32d Medical Brigade→제32의무여단, 본부 및 본부중대

## 참고
1. ↑  “The last Medical Professional Training Brigade commander reflects on unit’s legacy” (영어). U.S. Army Medical Center of Excellence Public Affairs. Joint Base San Antonio Public Affairs. 2020년 7월 1일. 2021년 1월 30일에 확인함.

- “Headquarters and Headquarters Company. 32d Medical Brigade (Combat Medic Brigade)” (영어). United States Army Center of Military History. 2002년 11월 8일. 2021년 1월 30일에 확인함.